# 吕家进 (1960年)
吕家进（1960年5月—），男，湖南长沙人，生于上海，中国电影录音师，中国电影金鸡奖最佳录音。